# Gleason
Gleason – miasto w Stanach Zjednoczonych, w stanie Tennessee, w hrabstwie Stewart.